# Реметинец (Нови Мароф)
Реметинец је насељено место у саставу града Новог Марофа у Вараждинској жупанији, Хрватска. До територијалне реорганизације у Хрватској налазио се у саставу старе општине Нови Мароф.

## Становништво
На попису становништва 2011. године, Реметинец је имао 1.477 становника.

## Попис1991.
На попису становништва 1991. године, насељено место Реметинец је имало 1.547 становника, следећег националног састава:
| Попис 1991.‍   | Попис 1991.‍  | Попис 1991.‍ | Попис 1991.‍ | Попис 1991.‍ |
| ------------- | ------------ | ----------- | ----------- | ----------- |
|               |              |             |             |             |
| Хрвати        | Хрвати       |             | 1.538       | 99,41%      |
| Словенци      | Словенци     |             | 2           | 0,12%       |
| Југословени   | Југословени  |             | 1           | 0,06%       |
| Пољаци        | Пољаци       |             | 1           | 0,06%       |
| Срби          | Срби         |             | 1           | 0,06%       |
| неопредељени  | неопредељени |             | 2           | 0,12%       |
| непознато     | непознато    |             | 2           | 0,12%       |
| укупно: 1.547 |              |             |             |             |